# Пазинич Василь Григорович
Пази́нич Васи́ль Григо́рович (*1950 рік, Київ) — український географ, кандидат географічних наук, доцент Київського національного університету імені Тараса Шевченка.

## Життєпис
Народився 1950 року в місті Києві.
Закінчив у 1972 році географічний факультет Київського університету.
Працював у науково-виробничих підприємствах Міністерства геології України та Міннафтопрому СРСР. Проводив експедиційні роботи в Україні, Грузії, Білорусі, Польщі, Казахстані.
У Київському університеті працює з 1995 року на кафедрі фізичної географії та геоекології, з 1999 року доцентом. Кандидатська дисертація «Теоретичні дослідження процесу еолової акумуляції» захищена у 1995 році.

## Наукові праці
Сфера наукових досліджень: геофізика ландшафтів та природних процесів, вплив фізичних полів на формування та динаміку ландшафтів, геоінформаційні технології та моделювання в геоекології, використання дистанційної інформації, розробки приладів для дистанційних досліджень ландшафтів. Автор 80 наукових праць, 1 винаходу (авторське свідоцтво «Метод пошуку ґрунтових вод»). Основні праці:
1. Геофізика явища еолової акумуляції. — К., 1994.
2. Історія виникнення та розвитку концепції Дніпровського льодового язика.